# Anabasis truncata
Anabasis truncata är en amarantväxtart som först beskrevs av Alexander Gustav von Schrenk, och fick sitt nu gällande namn av Aleksandr Andrejevitj Bunge. Anabasis truncata ingår i släktet Anabasis och familjen amarantväxter. Inga underarter finns listade i Catalogue of Life.